# Plataforma Logística de Sines

A plataforma logística de Sines é uma plataforma logística inserida no programa Portugal logístico. É uma ZAL (Zona de Actividades Logísticas) multimodal construída para dar apoio ao porto de Sines. Esta tem também o objectivo de aumentar o hinterland do porto de Sines desenvolvendo assim o corredor logístico para Madrid. Pretende-se também um desenvolvimento industrial da região, através de um serviço logístico de qualidade prestado as empresas ligadas ao porto de Sines e empresas na área circundante à plataforma.
Esta plataforma está focalizada para um mercado de 100 mil habitantes e para 1,6 por cento do PIB industrial nacional. Possui uma área de 86 ha e pode ser expandida a mais 159 ha. Foram investidos 65 milhões de euros nesta plataforma e respectivos acessos (Portugal, 2006, p.15). 

## Principais funcionalidades
As principais funcionalidades desta plataforma são (Portugal, 2006, p.15):
- Área logística multifunções
- Área logística de transformação
- Área logística monocliente
- Terminal intermodal ferro-rodo
- Terminal intermodal marítimo-rodo e marítimo-ferro
- Serviços de apoio a empresas e veículos

## Vias de acesso
Esta plataforma tem vias de acesso rodoviárias e ferroviárias (Portugal, 2006, p.15).
Vias rodoviárias:
- Itinerário principal IP8
- Itinerário complementar IC4
- Itinerário complementar IC 33
- Estrada nacional: N261-5

Vias ferroviárias:
- Linha de Sines
- Linha Sines - Elvas